# 830 Wołgo-Tatarski Batalion Piechoty
830 Wołgo-Tatarski Batalion Piechoty (niem. Wolgatartarisches Infanterie-Bataillon 830, ros. 830-й Волжско-татарский пехотный батальон) – oddział wojskowy Wehrmachtu złożony z Tatarów nadwołżańskich i  przedstawicieli innych tureckojęzycznych narodów Powołża podczas II wojny światowej.
Batalion został sformowany w październiku 1943 r. w Jedlni w Generalnym Gubernatorstwie. Wchodził formalnie w skład Legionu Tatarów nadwołżańskich. Na pocz. grudnia tego roku przeniesiono go do innej miejscowości w rejonie Radomia, gdzie przebywał do końca lutego 1944 r. Następnie oddział został skierowany na zachodnią część okupowanej Ukrainy, gdzie pełnił zadania ochronne. Z powodu niskiego morale żołnierzy nie był wykorzystywany w działaniach bojowych przeciwko partyzantom. Latem 1944 r. Niemcy aresztowali grupę legionistów pod zarzutem nawiązania kontaktów z partyzantką. Część żołnierzy z bronią w ręku zdezerterowała. W tej sytuacji pod koniec 1944 r. batalion przeformowano w oddział budowlano-saperski.